# Gare des Vallées
Gare des Vallées vasútállomás Franciaországban, La Garenne-Colombes településen.

## Vasútvonalak
Az állomást az alábbi vasútvonalak érintik:
- Párizs-Saint-Lazare–Saint-Germain-en-Laye-vasútvonal

## Kapcsolódó állomások
A vasútállomáshoz az alábbi állomások vannak a legközelebb:
- Gare de La Garenne-Colombes (Gare de Cergy-le-Haut, Transilien line L)
- Gare de Bécon-les-Bruyères (Paris Gare Saint-Lazare, Transilien line L)